# Liste der Kreisstraßen in Leverkusen
Die Liste der Kreisstraßen in Leverkusen ist eine Auflistung der Kreisstraßen in der kreisfreien Stadt Leverkusen, Nordrhein-Westfalen.

## Abkürzungen
- K: Kreisstraße
- L: Landesstraße

## Liste
Die Kreisstraßen behalten die ihnen zugewiesene Nummer innerhalb von Nordrhein-Westfalen auch bei einem Wechsel in einen Kreis oder in eine andere kreisfreie Stadt. Nicht vorhandene bzw. nicht nachgewiesene Kreisstraßen werden in Kursivdruck gekennzeichnet, ebenso Straßen und Straßenabschnitte, die unabhängig vom Grund (Herabstufung zu einer Gemeindestraße oder Höherstufung) keine Kreisstraßen mehr sind.
Der Straßenverlauf wird in der Regel von Nord nach Süd und von West nach Ost angegeben.
| Nr. | Verlauf |
| --- | --- |
| K 2 | L 291 – Zum Claashäuschen – Biesenbach – Wiehbachtal – L 58 – Wiehbachtal – Forellental – Stadtgrenze – (K 2 im Rheinisch-Bergischen Kreis) |
| K 3 | L 359 – Imbacher Weg – Elsbachstraße – Dechant-Kray-Straße –                                                                                |
| K 4 | L 299 – Borsigstraße – Quettinger Straße – L 219 – Im Holzhausen – L 58 – Hufer Weg – Bruchhauser Straße – Steinbücheler Straße – L 58      |
| K 5 | – Bensberger Straße – Stadtgrenze – (K 5 im Rheinisch-Bergischen Kreis)                                                                     |

## Quelle
- Landesvermessungsamt Nordrhein-Westfalen, Kreiskarte Nr. 47: Rheinisch-Bergischer Kreis, Stadt Leverkusen